# Ane Gabarain
Pour le compositeur basque, voir Cesáreo Gabaráin.
Ane Gabarain, née le 2 juin 1963 à Saint-Sébastien au Pays basque, est une actrice espagnole.

## Filmographie

### Cinéma

#### Longs métrages
- 1994 : Maite : Maixol
- 1995 : Sálvate si puedes : l'agent de planification
- 1998 : Pecata minuta (es) : sœur Rosarito
- 2000 : La comunidad : Karina
- 2002 : 800 Bullets : Jacinta
- 2004 : The Pedal Push Car : Tía Mercedes
- 2009 : Sukalde kontuak
- 2009 : The Cloud Painting Machine : la femme au seau
- 2010 : 80 Jours (80 Egunean) : Josune
- 2010 : Mystikal : la mort (voix)
- 2014 : Loreak : Jaione
- 2017 : Fe de etarras
- 2023 : 20 000 espèces d'abeilles de Estibaliz Urresola Solaguren

#### Courts métrages
- 1995 : Adiós Toby, adiós : la mère
- 1999 : 40 ezetz : Arantxa
- 2014 : Pan-demia : Panadera
- 2015 : Una mañana cualquiera

### Télévision
- 1991 : Bi eta bat (série télévisée)
- 1997 : Jaun ta jabe : Garbi
- 2000 : 7 vidas : Cova
- 2001 : Policías, en el corazón de la calle : Charo
- 2000-2002 : Periodistas : Concha
- 2002 : Kilker dema : Nekane
- 2005 : Los Serrano : Amparines
- 2005-2010 : Mi querido Klikowsky (es) : Margari
- 2011 : Sabin
- 2011 : Águila Roja : la mère supérieure
- 2012 : Bi eta Bat (série télévisée)
- 2014 : Goenkale : Barbara
- 2014 : El corazón del océano : Sancha
- 2015 : Allí abajo : Maritxu
- 2020 : Patria : Miren
- 2023 : Un conte parfait

## Distinctions
- Goyas 2024 : meilleure actrice dans un second rôle pour 20 000 espèces d'abeilles[1],[2]